# Natalia Grosvenor
Natalia Grosvenor, duquesa de Westminster (Natalia Ayesha Phillips; 8 de mayo de 1959), es la viuda de Gerald Grosvenor, VI duque de Westminster. La duquesa asumirá el título de Su Gracia Natalia, duquesa de Westminster o Su Gracia la duquesa viuda, una vez su hijo se case.

## Duquesa de Westminster
Como duquesa, Natalia presidió la remodelación del asentamiento ancestral de la familia Grosvenor, Eaton Hall, y se vio envuelta en el rediseño de sus jardines y parques. También mostró interés en la colección de arte que posee la familia.
La duquesa es la directora de Alex Moulton Bicycles. Es patrona de numerosas organizaciones caritativas como Save the Family, CLIMB (dedicada a niños con enfermedades relacionadas con el metabolismo) y Barrowmore House.
Desde octubre de 1997 hasta octubre de 2007, fue patrona del Chester Childbirth Appeal.

## Matrimonio y descendencia
El 7 de octubre de 1978, Natalia Phillips se casó con Gerald Cavendish Grosvenor.
Tuvieron cuatro hijos:
- Lady Tamara Katharine Grosvenor (20 de diciembre de 1979); casada con Edward van Cutsem, hijo de Hugh van Cutsem, desde el 6 de noviembre de 2004.[5] Tienen dos hijos, Jake Louis Hannibal van Cutsem y Louis Hugh Lupus van Cutsem, y una hija, Isla van Cutsem.
- Lady Edwina Louise Grosvenor (4 de noviembre de 1981); casada con Dan Snow desde el 27 de noviembre de 2010.[6] Daniel y Lady Edwina tienen dos hijas, Zia Snow,[7] y Orla Snow, y un hijo, Wolf Robert Snow.[8]
- Hugh Richard Louis Grosvenor, VII duque de Westminster (29 de enero de 1991); casado con Olivia Henson desde el 7 de junio de 2024.
- Lady Viola Georgina Grosvenor (12 de octubre de 1992); casada con Angus Roberts desde marzo de 2022.[9]

La duquesa es una de las madrinas de Guillermo de Gales.